# 果红呆不隆诺尔
果红呆不隆诺尔，也作果红呆不隆淖，是一个位于中国内蒙古自治区阿拉善左旗吉兰泰镇以北约15千米的干盐湖，系新生代古河谷侵蚀洼地形成。湖面海拔1030米，长7.2千米，最大宽4.2千米，平均宽1.9千米，面积14平方千米。属于硫酸钠亚型干盐湖。盐类矿床主要是芒硝，尚未开采利用。